# Vittorino da Feltre
Vittorino da Feltre (1378 – 1446. február 2.) reneszánsz pedagógus, a képzőművészeti oktatás megalapozója.

## Élete korai szakasza
Tanulóéveit Páduában töltötte. Kitűnő mesterei voltak (köztük Giovanni da Ravenna, Gasparino Barzizza és Vergerio), akiktől latin nyelvet, stílust és irodalmat tanult. De úgy érezte, hogy műveltsége a görög nyelv és irodalom ismerete nélkül nem teljes. Mivel pedig ezt a nyelvet akkortájt Pádua egyetemén még nem lehetett megtanulni, Vittorino Velencébe ment s itt tanult meg görögül Guarinótól. Később egyetemi tanárként visszatért Páduába, majd ismét Velencében élt. Mindkét helyen diákokat fogadott házába, s önfeláldozással és sikerrel tanította őket. Már ekkor megnyilvánult rendkívüli nevelői hivatottsága: a fiatalság igaz szeretete, amellyel növendékeit lebilincselte s fenkölt erkölcsi személyisége, melynek varázsa alól senki sem vonhatta ki magát.

## Iskolája
Velencében érte 1423-ban Gian Francesco Gonzaga mantuai őrgróf hívása, aki nem nyugodott, míg udvarának meg nem nyerte az akkor már híres humanistát és pedagógust és rábízta gyermekeinek nevelését. Vittorino lelkes hévvel fogott hozzá eszméinek megvalósításához és megteremtette reformiskoláját. Bízvást így nevezhetjük, mert vezetője a nevelés új eszményéhez szabta eljárásait. Az őrgrófnak Mantova mellett levő nyári lakában s a vele szomszédos épületben helyezkedett el a gondjaira bízott gyermekekkel, kikhez csakhamar mások is csatlakoztak, fiúk és leányok vegyesen, de egyszerre 60–70-nél nem többen. A növendékek közt híres nevek viselőivel találkozunk, mint például Federigóval, aki urbinói udvarát a reneszánsz kori művelődés egyik legfényesebb színhelyévé tette. Huszonhárom évig, halála napjáig működött Vittorino ebben az iskolában, melyet egyik kortársa „az erkölcsök, tettek és szavak szentélyének” nevezett.
Tömegeket nem lehet nevelni, csak fegyelmezni. A mantovai iskolában családias élet folyt. Vittorino a gyermekek apjának tekintette magát. Mindegyik növendékét jól ismerte s egyéniségét számba vehette. Jóságos szigorúságával megnyerte bizalmukat, anélkül hogy tekintélyén csorba esett volna. Minden idejét tanítványai között töltötte: velök dolgozott, velök étkezett, velök játszott, velök aludt. Mindent megvont magától, csakhogy szegénysorsú növendékeinek szükségleteit kielégíthesse. Az embereket nem kereste; az iskola volt egész világa, gyönyörűsége, dicsősége. Semmi más nem akart lenni, mint iskolamester. Egyike volt azoknak az önfeláldozó nevelőknek, kik lelkök minden kincsét odaadják a gyermekeknek. Csak Pestalozzi múlta felül mindebben a mantuai nevelőt.
Ez a benső bizalom, amely közte és növendékei közt kifejlődött, tiszta erkölcsi légkört teremtett meg az iskolában. Megvolt ez a középkorban is, de sokszor kényszereszközökre szorult. A Casa Giocosában minden erkölcsiség spontán módon jő létre, de egyúttal aesthetikusan is. Vittorino nemcsak hazugságot nem tűrt, de ízléstelenséget és durvaságot sem. Az ő szemében a lélek műveltségének a magatartás méltóságában és szépségében, a finom modorban is érvényesülnie kellett. S ez a kívánalom nem onnan eredt, hogy tanítványainak nagyobb része fejedelmi és nemes családokból került. Semmi különbséget sem tett az előkelő sarjak és azok között a szegény gyermekek közt, kiket saját költségén nevelt.

## Értékelése
Ilyen volt Vittorino da Feltre nevelői műve. Rendületlenül hitte, hogy a középkori nevelésnek akkor már elaggott törzsébe bele lehet oltani az új életeszmény hajtásait. Oly nevelésre törekedett, mely épp úgy irányul a túlvilági, mint a földi boldogságra, amelyben tehát az askesis és az aesthesis megférnek egymás mellett. Az ily nevelés lehetőségébe vetett hite adott neki erőt ahhoz, hogy paedagogiai eszményét a gyakorlatban annyira meg tudta közelíteni, mint előtte és utána nagyon kevesen. Mantuai iskolája a múlté, de neve ma is él azok körében, kik a nevelést eszmények nélkül elképzelni nem tudják.